# Restrizione dello spazio aereo
La restrizione dello spazio aereo è un definito volume di spazio aereo nel quale vengono imposte particolari limitazioni di attraversamento, in considerazione delle attività potenzialmente pericolose svolte al suo interno. Tali volumi, a seconda delle caratteristiche delle restrizioni imposte, vengono definite zone R, zone D o zone P.

## Zona R
La  zona R (zona regolamentata o restricted area) è uno spazio aereo di definite dimensioni, al di sopra del territorio o delle acque territoriali di uno Stato, all'interno del quale il volo degli aeromobili è regolamentato da specifiche condizioni.
Questa restrizione è applicata tutte le volte che il volo degli aeromobili entro la zona designata non è proibito in qualsiasi momento e/o circostanza, ma è subordinato a determinate specifiche condizioni o autorizzazioni.

## Zona D
La  zona D (zona pericolosa o danger area) è uno spazio aereo di definite dimensioni entro il quale possono svolgersi, in determinati orari, attività pericolose al volo degli aeromobili.
Questa restrizione è applicata quando il pericolo per gli aeromobili non ha portato all'istituzione di un'area regolamentata o vietata. Lo scopo è di richiamare l'attenzione degli esercenti e dell'equipaggio di condotta, sulla presenza di pericolo potenziale, lasciando loro la facoltà di giudicare se tale pericolo rischia di compromettere la sicurezza degli aeromobili.

## Zona P
La  zona P (zona vietata o prohibited area) è uno spazio aereo di definite dimensioni, al disopra del territorio o delle acque territoriali di uno Stato, all'interno del quale il volo degli aeromobili è vietato.
A meno che non diversamente specificato, il divieto è continuativo (24 ore su 24).

## Identificazione delle aree vietate, regolamentate e pericolose
Le aree vietate (P), regolamentate (R) e pericolose (D) sono identificate con un codice alfanumerico assegnato dalle competenti autorità così composto:
- le due lettere identificative ICAO [2] dello Stato che ha istituito la zona;
- la lettera P, R oppure D a seconda del tipo di area;
- un numero per ciascuna zona, non duplicato all'interno dello Stato di riferimento.

Al fine di evitare confusioni, in caso di cancellazione di una particolare zona, il codice ad essa assegnato non può essere riutilizzato prima che sia trascorso un periodo di un anno.
Ad esempio:
- il codice LI D11 è assegnato alla zona pericolosa stabilita dall'Italia (codice ICAO LI) cui è stato assegnato il numero 11;
- il codice EG R159 è assegnato alla zona regolamentata stabilita dall'Inghilterra (codice ICAO EG) cui è stato assegnato il numero 159.

Inoltre, devono essere indicati nelle pubblicazioni informazioni aeronautiche i seguenti ulteriori elementi di informazione circa la specificità delle aree:
- l'identificazione;
- le coordinate geografiche e i limiti verticali/laterali;
- il tipo della restrizione e la natura del pericolo;
- gli eventuali rischi di intercettazione nel caso di penetrazione;
- altri dettagli pertinenti.

Le aree regolamentate e pericolose, durante l'orario di servizio o di effettiva attivazione, non sono classificate. Al di fuori di questi orari esse assumono la classificazione dello spazio aereo che le contiene. Le aree vietate sono sempre attive, se non viene specificato diversamente nell'AIP.
In Italia le porzioni di spazio aereo delle zone vietate, regolamentate e TSA che si trovano al di fuori delle acque territoriali devono essere considerate pericolose.

## Procedure per l'attraversamento delle aree regolamentate in Italia
Le procedure per l'attraversamento delle aree soggette a restrizioni dello spazio aereo sono di seguito riassunte.

### Norme generali
Ove previsto nelle condizioni specificate per ciascuna Area Regolamentata, l'Ente ATS responsabile può autorizzare l'attraversamento dell'area in funzione dell'attività in atto all'interno della stessa. Durante l'attraversamento sono obbligatori l'uso del transponder ed il contatto radio.

### Attraversamento di voli IFR
Il centro di controllo d'area interessato coordina con lo SCCAM (Servizio di coordinamento e controllo dell'Aeronautica Militare) corrispondente o altro Ente ATS responsabile l'attraversamento dello spazio aereo regolamentato. Lo SCCAM, valutata la situazione di traffico nella suddetta area, consentirà ogni qualvolta possibile, la permeabilità della stessa autorizzando la rotta e il livello (o i livelli) richiesto, mentre in caso di impossibilità, la rotta e il livello più prossimi, garantendo le separazioni.

### Attraversamento di voli VFR
Ove prevista l'autorizzazione all'attraversamento in VFR, questa deve essere richiesta dal pilota all'Ente ATS responsabile sull'appropriata frequenza radio, specificando: nominativo, tipo e velocità del velivolo, aeroporto di partenza e di destinazione, tempo stimato d'ingresso nell'area regolamentata, rotta e livello richiesti, durata dell'attraversamento.
Durante l'attraversamento, il pilota deve attenersi scrupolosamente alla rotta e al livello approvati, nonché ad altre eventuali istruzioni emesse dall'Ente ATS; se impossibilitato, deve darne avviso all'Ente ATS interessato ed ottenere soluzioni alternate. Se non diversamente specificato, deve essere selezionato il codice transponder A 7000.